# 坎巴爾卡
56°16′N 54°12′E / 56.267°N 54.200°E
坎巴爾卡（俄语：Камба́рка），是俄羅斯烏德穆爾特共和國東南部的一個城市，位於坎巴爾卡河畔，距首府伊熱夫斯克116公里。2002年人口12,636人。
1945年設市。

## 姐妹城市
- 美国圖埃勒